# 依存症専門医療機関
依存症専門医療機関（いぞんしようせんもんいりょうきかん）、依存症治療拠点機関（いぞんしようちりょうきよてんきかん）とは、厚生労働省の選定指針に基づいて都道府県等が指定する、依存症患者が地域で適切な医療を受けられるようにするために、アルコール健康障害、薬物依存症、ギャンブル等依存症に関する治療を行っている専門医療機関のこと。
各都道府県では1つ以上選定することが求められている。該当施設がすべての依存症疾患について対応している必要はなく、選定にあたっては対象の依存症もリストされている。これらの指定を受けていることは医療法における広告可能事項であり、広告する際には対象疾患の明記が必須である「例：依存症専門医療機関（アルコール健康障害）」。

## 根拠法
- アルコール健康障害対策基本法第12条 - 政府は、アルコール健康障害対策の総合的かつ計画的な推進を図るため、アルコール健康障害対策の推進に関する基本的な計画（以下「アルコール健康障害対策推進基本計画」という。）を策定しなければならない。
  - アルコール健康障害対策推進基本計画[2] - 5.全ての都道府県において、アルコール依存症に対する適切な医療を提供することができる専門医療機関が、それぞれ１箇所以上定められることを目標として設定する。
- 再犯の防止等の推進に関する法律第17条 - 国は、犯罪をした者等のうち高齢者、障害者等であって自立した生活を営む上での困難を有するもの及び薬物等に対する依存がある者等について、その心身の状況に応じた適切な保健医療サービス及び福祉サービスが提供されるよう、医療、保健、福祉等に関する業務を行う関係機関における体制の整備及び充実を図るために必要な施策を講ずるとともに、当該関係機関と矯正施設、保護観察所及び民間の団体との連携の強化に必要な施策を講ずるものとする
- 特定複合観光施設区域の整備の推進に関する法律附帯決議第10項 - ギャンブル等依存症患者への対策を抜本的に強化すること。我が国におけるギャンブル等依存症の実態把握のための体制を整備するとともに、ギャンブル等依存症患者の相談体制や臨床医療体制を強化すること。加えて、ギャンブル等依存症に関する教育上の取組を整備すること。また、カジノにとどまらず、他のギャンブル等に起因する依存症を含め、関係省庁が十分連携して包括的な取組を構築し、強化すること。

## 選定基準
依存症専門医療機関の選定基準は、以下が定められる。
1. 精神保健指定医又は日本精神神経学会認定の精神科専門医を１名以上有する保険医療機関。
2. 当該保険医療機関において、依存症の専門性を有した医師が担当する入院医療、認知行動療法など依存症に特化した専門プログラムを有する外来医療を行っている。
3. 当該保険医療機関に下記の依存症に係る研修のいずれか一つを修了した医師が1名以上配置され、及び当該依存症に係る研修を修了した看護師、作業療法士、精神保健福祉士又は臨床心理技術者[3]のいずれかが少なくとも1名以上配置されていること。
  - アルコール健康障害、薬物依存症及びギャンブル等依存症に係る研修 - 依存症治療指導者養成研修または依存症医療研修
  - アルコール健康障害に係る研修 - 重度アルコール依存症入院医療管理加算の算定対象となる研修
  - 薬物依存症に係る研修 - 依存症集団療法の算定対象となる研修
4. 当該保険医療機関において、依存症の診療実績があり、かつ診療実績を定期的に都道府県等に報告できる体制を有している。
5. 当該保険医療機関において、依存症関連問題に対して相談機関や医療機関、民間団体（自助グループ等を含む）、依存症回復支援機関等と連携して取組むとともに、継続的な連携が図られる。

依存症治療拠点機関の選定基準は、以下が定められる。
1. 依存症専門医療機関の選定基準を満たしていることに加え、下記の運営が可能なものであること。
  - 都道府県等内の依存症専門医療機関の連携拠点機関として活動実績を取りまとめ、全国拠点機関に報告すること。活動実績のとりまとめに当たっては、都道府県等と連携を図ること。
  - 都道府県等内において、依存症に関する取組の情報発信を行うこと。
  - 都道府県等内において、医療機関を対象とした依存症に関する研修を実施すること。
  - 当該保険医療機関において、対象疾患全てについて、各々の当該研修を修了した医師が1名以上配置され、及び各々の当該研修を修了した看護師、作業療法士、精神保健福祉士又は臨床心理技術者のいずれかが少なくとも1名以上配置されていることを目指す。

## 一覧
厚生労働省は2019年1月17日までに、 依存症専門医療機関などの選定状況を公表した。 2018年12月31日現在、 東京都を含めた30都県が専門医療機関を選定していないことが判明 。各地でカジノを含む統合型リゾート（IR） の誘致が活発化している一方、その「受け皿」 となるギャンブルなどの依存症に関する医療提供体制の構築が思うように進んでいない状況が浮き彫りになった。
（この節の出典）

### 北海道
北海道
- 旭川圭泉会病院
- 千歳病院
- 滝川中央病院
- 相川記念病院
- 空知病院
- 北海道立緑ヶ丘病院
- 美唄すずらんクリニック
- 医療法人社団五稜会病院
- 医療法人社団さっぽろ麻生メンタルクリニック
- 医療法人北仁会旭山病院（アルコール健康障害、薬物依存症、ギャンブル等依存症　拠点）
- 医療法人耕仁会札幌太田病院
- 医療法人北仁会幹メンタルクリニック
- 医療法人社団さっぽろ麻生メンタルクリニック
- 医療法人渓仁会手稲渓仁会病院

### 東北地方
青森県
- 青南病院
- 藤代健生病院
- 生協さくら病院

岩手県
- 医療法人真彰会　ひめかみ病院
- 国立病院機構花巻病院
- 岩手県立南光病院
- 医療法人財団正清会　三陸病院
- 社団医療法人新和会　宮古山口病院

秋田県
- 医療法人仁政会　杉山病院
- 医療法人回生会　秋田回生会病院
- 医療法人清風会　清和病院

山形県
- 社会医療法人二本松会山形さくら町病院
- 社会医療法人公徳会若宮病院
- 社会医療法人二本松会かみのやま病院
- 医療法人社団斗南会秋野病院
- 社会医療法人公徳会佐藤病院
- 山容病院

宮城県
- 東北会病院（アルコール健康障害、薬物依存症、ギャンブル等依存症　拠点）

福島県
- 医療法人為進会　寿泉堂松南病院
- 医療法人大島クリニック

### 関東地方
茨城県
- 医療法人新生会豊後荘病院

栃木県
- 栃木県立岡本台病院
- 鹿沼病院
- 大平下病院

群馬県
- 医療法人群馬会　赤城高原ホスピタル （アルコール健康障害、薬物依存症拠点）

埼玉県
- 埼玉県立精神医療センター （アルコール健康障害、薬物依存症、ギャンブル等依存症　拠点）
- 埼玉県済生会鴻巣病院
- 医療法人藍生会不動ヶ丘病院
- 医療法人社団恵仁会与野中央病院
- 白峰クリニック

東京都
- 医療法人社団翠会　成増厚生病院 [6]
- 医療法人財団厚生協会　東京足立病院
- 医療法人社団光生会　平川病院
- 医療法人財団青溪会　駒木野病院
- 医療法人社団正心会　よしの病院
- 社会福祉法人桜ヶ丘社会事業協会　桜ヶ丘記念病院
- 国立研究開発法人国立精神・神経医療研究センター病院 （薬物依存症拠点）
- 東京都立松沢病院 （アルコール健康障害拠点）
- 昭和大学附属烏山病院 （ギャンブル等依存症拠点）

神奈川県
- 地方独立行政法人神奈川県立病院機構神奈川県立精神医療センター（アルコール健康障害、薬物依存症、ギャンブル等依存症　拠点）
- 学校法人北里研究所北里大学病院（アルコール健康障害、薬物依存症、ギャンブル等依存症　拠点）
- 医療法人社団祐和会 大石クリニック
- 医療法人誠心会 神奈川病院
- 独立行政法人国立病院機構久里浜医療センター
- 医療法人財団青山会みくるべ病院

千葉県
- 医療法人社団健仁会船橋北病院（アルコール健康障害、ギャンブル等依存症　拠点）
- 社会医療法人社団さつき会袖ヶ浦さつき台病院
- 医療法人梨香会秋元病院

### 中部地方
新潟県
- 独立行政法人国立病院機構さいがた医療センター（アルコール健康障害、薬物依存症、ギャンブル等依存症　拠点）
- 河渡病院（アルコール健康障害　拠点）
- かとう心療内科クリニック
- 新潟県立精神医療センター
- 関病院
- 三交病院
- ささえ愛よろずクリニック

富山県
- 医療法人社団和敬会谷野呉山病院（アルコール健康障害　拠点）

石川県
- 石川県立こころの病院（アルコール健康障害、薬物依存症、ギャンブル等依存症　拠点）
- 青和病院
- 松原病院（アルコール健康障害、薬物依存症、ギャンブル等依存症　拠点）
- 粟津神経サナトリウム
- 加賀こころの病院

福井県
- 選定医療機関なし

山梨県
- 山梨県立北病院（アルコール健康障害　拠点）
- 公益財団法人住吉偕成会住吉病院

長野県
- 地方独立行政法人長野県立病院機構長野県立こころの医療センター駒ヶ根（アルコール健康障害　拠点）

岐阜県
- 各務原病院（アルコール健康障害、薬物依存症、ギャンブル等依存症　拠点）
- 大垣病院

静岡県
- 聖明病院（アルコール健康障害、薬物依存症、ギャンブル等依存症　拠点）
- 服部病院（アルコール健康障害、薬物依存症、ギャンブル等依存症　拠点）

愛知県
- 桶狭間病院藤田こころケアセンター
- 愛知県精神医療センター
- 医療法人成精会刈谷病院（アルコール健康障害　拠点）
- 岩屋病院
- 堀クリニック
- 医療法人資生会八事病院（アルコール健康障害　拠点）
- 西山クリニック（アルコール健康障害、薬物依存症、ギャンブル等依存症　拠点）
- 紘仁病院
- あらたまこころのクリニック

三重県
- 三重県立こころの医療センター（アルコール健康障害　拠点）
- 独立行政法人国立病院機構榊原病院（アルコール健康障害　拠点）
- 総合心療センターひなが
- かすみがうらクリニック
- 松阪厚生病院
- 南勢病院

### 近畿地方
滋賀県
- 滋賀県立精神医療センター（アルコール健康障害　拠点）

京都府
- 医療法人稲門会いわくら病院
- 京都府立洛南病院
- 国立病院機構舞鶴医療センター
- 京都府立医科大学附属病院
- 安東医院
- たて内科クリニック

大阪府
- 地方独立行政法人大阪府立病院機構大阪精神医療センター（アルコール健康障害、薬物依存症、ギャンブル等依存症　拠点）
- 医療法人和気会新生会病院
- 結のぞみ病院
- 阪和いずみ病院
- 医療法人東布施辻本クリニック
- 医療法人利田会久米田病院
- 阪本病院
- 特定医療法人大阪精神医学研究所新阿武山病院・新阿武山クリニック
- 医療法人微風会浜寺病院

奈良県
- 社会医療法人平和会吉田病院
- 医療法人植松クリニック　八木植松クリニック
- 医療法人植松クリニック　植松クリニック

兵庫県
- 国立大学法人神戸大学医学部附属病院
- 公益財団法人復光会垂水病院
- 兵庫県立ひょうごこころの医療センター
- 医療法人光明会明石こころのホスピタル
- 医療法人達磨会東加古川病院

和歌山県
- 和歌山県立こころの医療センター（アルコール健康障害、ギャンブル等依存症　拠点）

### 中国・四国地方
鳥取県
- 社会医療法人明和会医療福祉センター渡辺病院（アルコール健康障害、薬物依存症　拠点）

島根県
- 社会医療法人清和会西川病院（アルコール健康障害　拠点）
- 社会医療法人正光会松ヶ丘病院（ギャンブル等依存症　拠点）
- 医療法人同仁会こなんホスピタル
- 医療法人青葉会松江青葉病院

岡山県
- 岡山県精神科医療センター（アルコール健康障害、薬物依存症、ギャンブル等依存症　拠点）
- 慈圭病院
- 林道倫精神科神経科病院
- ももの里病院
- 希望ヶ丘ホスピタル
- 積善病院

広島県
- 瀬野川病院（アルコール健康障害、薬物依存症、ギャンブル等依存症　拠点）
- 呉みどりケ丘病院
- 小泉病院
- 三原病院
- 光の丘病院
- 医療法人社団厚生会　草津病院
- 医療法人新和会　三次病院
- 港町クリニック
- 医療法人社団恵愛会　安佐病院
- 福山こころの病院
- よこがわ駅前クリニック

山口県
- 地方独立行政法人山口県立病院機構山口県立こころの医療センター（薬物依存症、ギャンブル等依存症　拠点）
- 医療法人信和会高嶺病院（アルコール健康障害　拠点）

徳島県
- 藍里病院（アルコール健康障害、薬物依存症、ギャンブル等依存症　拠点）
- むつみホスピタル
- 第一病院
- ゆうあいホスピタル

香川県
- 医療法人社団光風会三光病院（アルコール健康障害、薬物依存症、ギャンブル等依存症　拠点）
- 医療法人社団五色会こころの医療センター五色台（アルコール健康障害　拠点）
- 香川県立丸亀病院

愛媛県
- 公益財団法人正光会宇和島病院（アルコール健康障害、ギャンブル等依存症　拠点）
- 一般財団法人創精会松山記念病院（アルコール健康障害　拠点）
- 公益財団法人正光会正光会今治病院
- 医療法人敬愛会久米病院

高知県
- 医療法人精華園海辺の杜ホスピタル

### 九州・沖縄地方
福岡県
- 特定医療法人天臣会松尾病院
- 医療法人豊司会新門司病院
- 医療法人社団翠会八幡厚生病院
- 医療法人社団松和会門司松ケ江病院
- 医療法人冨松記念会三池病院
- 医療法人社団堀川会堀川病院
- 医療法人コミュノテ風と虹のぞえ総合心療病院
- 医療法人和光会一本松すずかけ病院
- 医療法人社団翠会行橋記念病院
- 医療法人十全会おおりん病院
- 福岡県立精神医療センター
- 太宰府病院
- 医療法人十全会回生病院（薬物依存症　拠点）
- 医療法人豊司会新門司病院
- 特定医療法人天臣会松尾病院
- 医療法人社団翠会八幡厚生病院
- 医療法人松和会門司松ヶ江病院
- 医療法人優なぎ会雁の巣病院（アルコール健康障害　拠点）
- うえむらメンタルサポート診療所
- 医療法人社団飯盛会倉光病院
- 医療法人社団筑水会筑水会病院

佐賀県
- 国立病院機構肥前精神医療センター（アルコール健康障害、薬物依存症、ギャンブル等依存症　拠点）
- 医療法人唐虹会虹と海のホスピタル
- 医療法人淨心会園田病院

長崎県
- 国立大学法人長崎大学病院（ギャンブル等依存症　拠点）
- 医療法人清潮会三和中央病院
- 松元リカバリークリニック

大分県
- 大分友愛病院
- 大分丘の上病院
- 仲宗根病院
- 帆秋病院

沖縄県
- 医療法人晴明会糸満晴明病院
- 独立行政法人国立病院機構琉球病院